# Lookout Studio

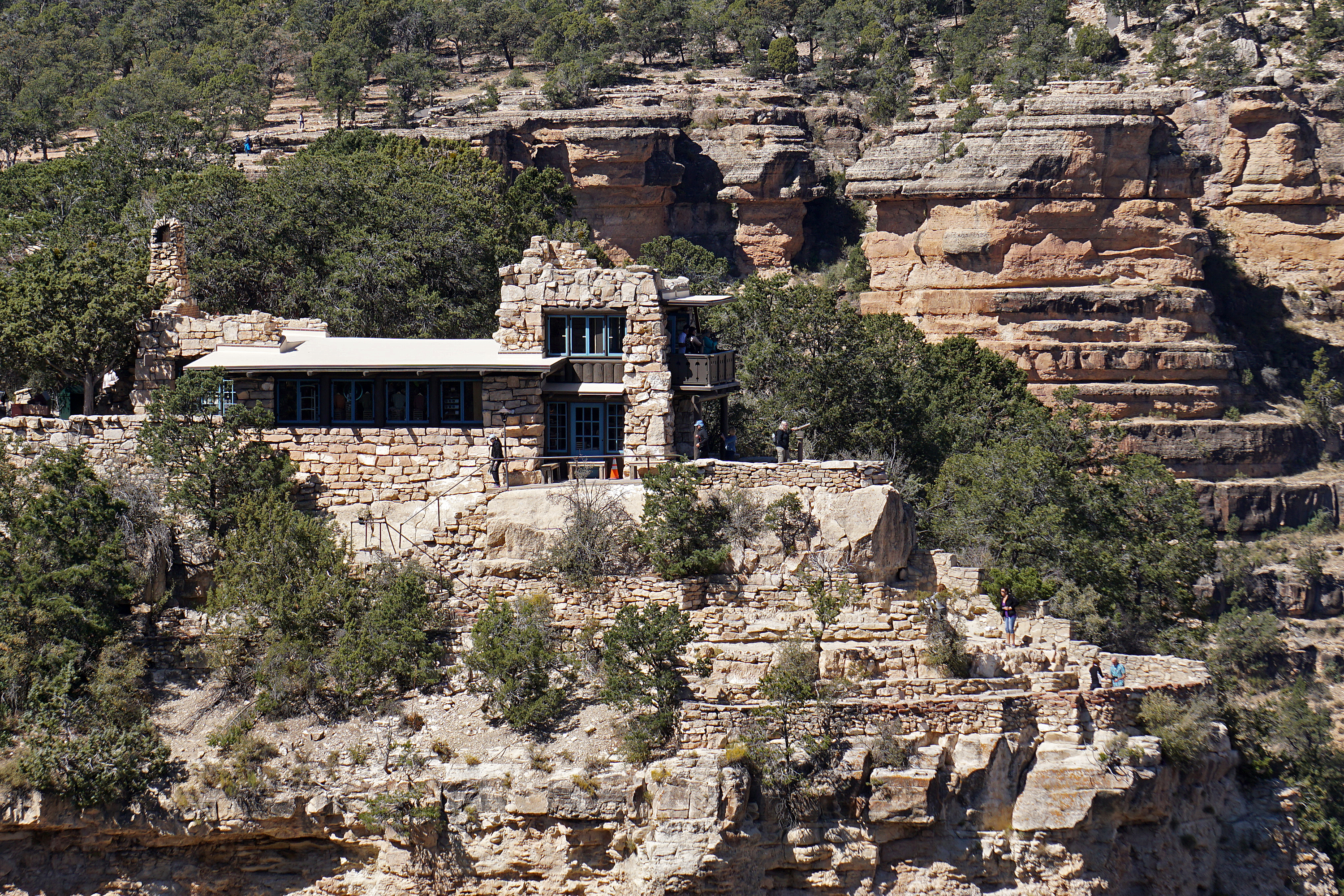
Avståndsbild på Lookout Studio

Lookout Studio är en byggnad vid South Rim vid kanten av Grand Canyon i Grand Canyon Village i Arizona i USA.  
Byggnaden används idag som presentbutik och utsiktsplattform för turister, med teleskop på terrassen utanför. Den uppfördes 1914 av Atchison, Topeka and Santa Fe Railway för att där få en observationsplats för fotografering av Grand Canyon och beskådande av kanjon med teleskop.
Byggnaden är en av de byggnader vid Grand Canyon som ritades av Mary Colter, tillsammans med bland andra Bright Angel Lodge, Hermit's Rest, Hopi House, Phantom Ranch och Desert View Watchtower. Lookout Studio är ritad i hennes rustika stil med användning av kalksten från platsen för att efterlikna lokal puebloindianarkitektur och få byggnaderna att smälta in i omgivningen.
Byggnaden är placerad på kanten av kanjonen med väggar, inklusive skorstenen, oregelbundet uppbyggda i höjdled. Den ser delvis ut som en ruin. Lookout Studie har tre våningsplan, med en butik och anslutande utsiktsområde på huvudplanet, en utsiktsplattform en trappa ned samt ett litet utsiktstorn. Interiört är byggnadens struktur med pelare och bjälkar exponerad.